# Jules Hesters
Jules Hesters (Gent, 11 november 1998) is een Belgisch weg- en baanwielrenner.

## Carrière
Hij won de afvalkoers op de Europese kampioenschappen baanwielrennen voor beloften in 2018, 2019 en 2020 in dat zelfde nummer werd hij in 2022 tijdens de Europese kampioenschappen voor elite in Munchen 3e. Hesters nam in 2019 deel aan de Europese Spelen in Minsk, hij behaalde hier een vijfde plaats op de scratch en een zevende plaats op de ploegenachtervolging. In de winter van 2019-2020 werd Hesters ook Belgisch kampioen derny achter Michel Vaarten. Hij maakte in 2021 de overstap naar het continentale BEAT Cycling en in 2022 naar Sport Vlaanderen-Baloise.
Hij is de oudere broer van wielrenster Hélène Hesters.

## Belangrijkste resultaten

### Baanwielrennen
| Jaar        | BK                                                                   | EK                       | WK         | OS         | NC                      | Overig                                                           |            |
| Als junior  | Als junior                                                           | Als junior               | Als junior | Als junior | Als junior              | Als junior                                                       | Als junior |
| ----------- | -------------------------------------------------------------------- | ------------------------ | ---------- | ---------- | ----------------------- | ---------------------------------------------------------------- | ---------- |
| 2015        | koppelkoers · scratch                                                |                          |            |            |                         |                                                                  |            |
| 2016        | koppelkoers · sprint · afvalkoers · achtervolging · scratch · omnium | scratch · koppelkoers    |            |            |                         |                                                                  |            |
| Als belofte |                                                                      |                          |            |            |                         |                                                                  |            |
| 2018        |                                                                      | afvalkoers · koppelkoers |            |            |                         |                                                                  |            |
| 2019        |                                                                      | afvalkoers               |            |            |                         |                                                                  |            |
| 2020        |                                                                      | afvalkoers               |            |            |                         |                                                                  |            |
| Als elite   |                                                                      |                          |            |            |                         |                                                                  |            |
| 2017        | keirin · sprint · koppelkoers                                        |                          |            |            |                         |                                                                  |            |
| 2018        | koppelkoers · omnium · derny                                         |                          |            |            |                         |                                                                  |            |
| 2019        | derny · ploegkoers · puntenkoers                                     |                          |            |            |                         |                                                                  |            |
| 2020        |                                                                      |                          |            |            |                         | GP Brno: ploegkoers                                              |            |
| 2021        |                                                                      |                          |            |            |                         |                                                                  |            |
| 2022        | afvalkoers · ploegkoers · scratch · omnium · puntenkoers             | afvalkoers               |            |            | Milton: · Afvalkoers    |                                                                  |            |
| 2023        | afvalkoers · ploegkoers · scratch · omnium                           |                          |            |            | Jakarta: · afvalkoers   | GP Brno ploegkoers 3daagse Aigle: ploegkoers Berlijn: Afvalkoers |            |
| 2024        |                                                                      | afvalkoers               |            |            | Hong Kong: · afvalkoers | GP Brno ploegkoers 3daagse Aigle: ploegkoers                     |            |
| 2025        |                                                                      | afvalkoers               |            |            |                         |                                                                  |            |

### Weg
2022
Grote Prijs Beeckman-De Caluwé

### Resultaten in voornaamste wedstrijden
|      | \| Jaar \| Gent-Wevelgem \| Ronde van Vlaanderen \| Parijs-Roubaix \| \| ---- \| ------------- \| -------------------- \| -------------- \| \| 2023 \| opgave \| \| \| \| 2024 \| opgave \| opgave \| 62e \| \| 2025 \| opgave \| opgave \| \| |                      |                |
| Jaar | Gent-Wevelgem | Ronde van Vlaanderen | Parijs-Roubaix |
| 2023 | opgave |                      |                |
| 2024 | opgave | opgave               | 62e            |
| 2025 | opgave | opgave               |                |

## Ploegen
- 2021 –  BEAT Cycling
- 2022 –  Topsport Vlaanderen-Baloise
- 2023 –  Team Flanders-Baloise
- 2024 –  Team Flanders-Baloise
- 2025 –  Team Flanders-Baloise

Apers · Berckmoes · Bonneu · Braet · Colman · 
De Pestel · De Vylder · De Wilde · Dens · 
Fretin · Ghys · Herregodts · Hesters · Marit · Mertens · Reynders · Van Poucke · Van Rooy · Vanhoof · Verwilst · Weemaes
Apers · Berckmoes · Bonneu · Braet · Claeys · Clynhens · Colman · De Pestel · De Vylder · De Wilde · Dens · Fretin · Gerits · Hesters · Maris · Van Hemelen · Van Poucke · Vandenbranden · Vanhoof · Verwilst
Bonneu · Claeys · Clynhens · Colman · Craps · De Vylder · De Wilde · Dejaegher · Dens · Deweirdt · Gerits · Hesters · Maris · Van Hemelen · Van Poucke · Vandenbranden · Vandenstorme · Vandevelde · Vanhoof · Vercouillie